# Ulf Kadritzke
Ulf Kadritzke (* 21. März 1943 in Rosenberg, Westpreußen; † 14. November 2020 in Berlin) war ein deutscher Soziologe und Professor.

## Werdegang

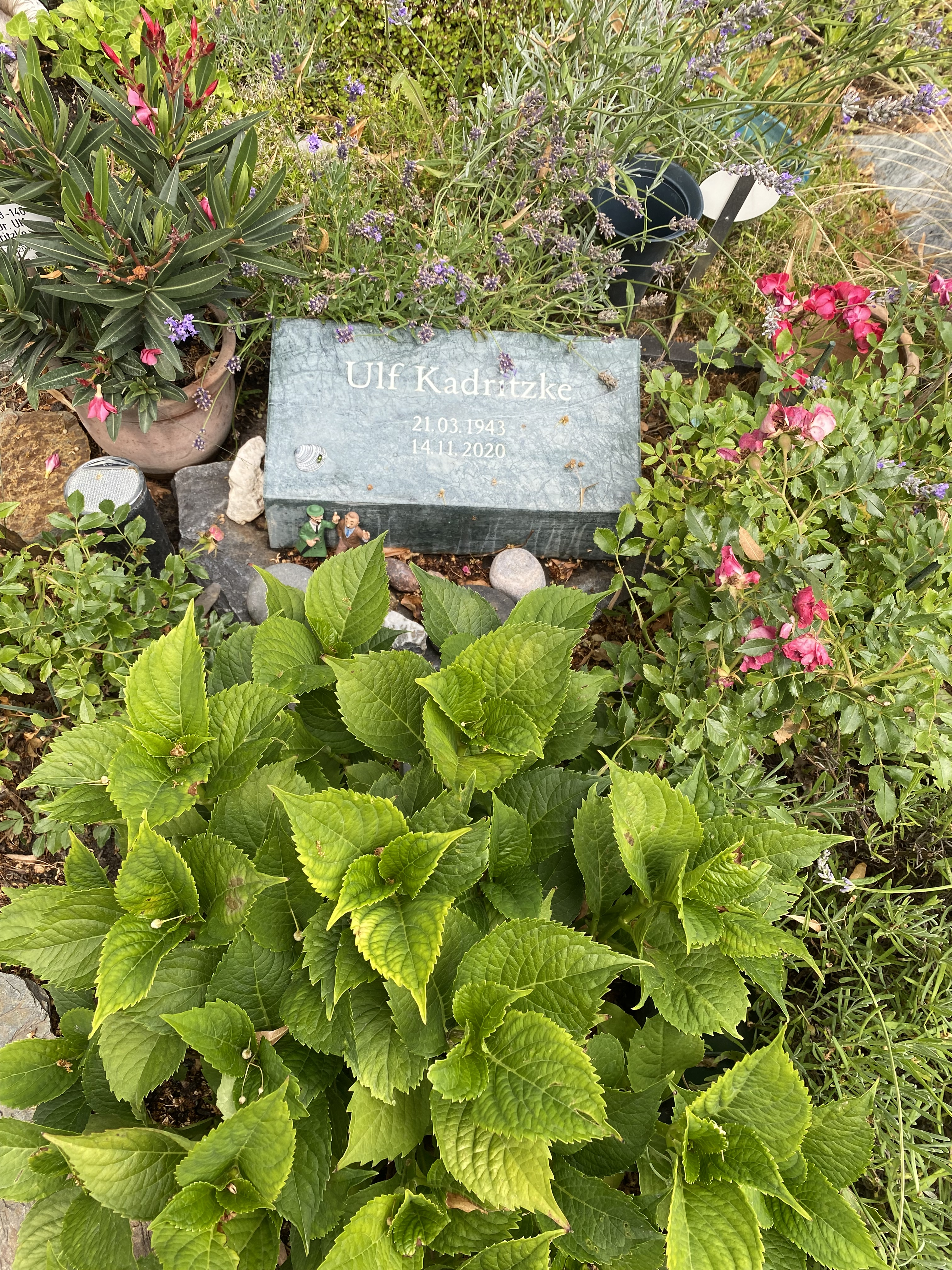
Grabstätte auf dem Friedhof Dahlem

Kadritzke studierte Soziologie an der FU Berlin. Von 1968 bis zu seiner Promotion 1974 war er wissenschaftlicher Assistent am Institut für Soziologie in Berlin, danach wissenschaftlicher Mitarbeiter am Soziologischen Forschungsinstitut Göttingen (SOFI). Von 1976 bis zu seiner Pensionierung 2008 war er Professor für Industrie- und Betriebssoziologie an der Hochschule für Wirtschaft und Recht Berlin.
Kadritzke war ein wissenschaftlicher Vertreter der 68er-Bewegung. Er versuchte, die marxsche Kritik der politischen Ökonomie zu aktualisieren und auf die gesellschaftlichen Verhältnisse der Bundesrepublik Deutschland anzuwenden. Er war Mitglied des Redaktionsbeirates der Zeitschrift PROKLA.
Ulf Kadritzke starb im November 2020 im Alter von 77 Jahren an einem Herzinfarkt in Berlin. Er hinterlässt eine Ehefrau und einen Sohn. Der Journalist Niels Kadritzke ist sein Zwillingsbruder.
Seine letzte Ruhestätte fand Ulf Kadritzke auf dem Friedhof Dahlem (Feld 003-140).

## Schriften (Auswahl)
- Angestellte – Die geduldigen Arbeiter. Zur Soziologie und sozialen Bewegung der Angestellten. Europäische Verlagsanstalt, Frankfurt/Main / Köln 1975, ISBN 3-434-20073-8.
- Mit anderen: Das Führungskräfte-Dilemma. Manager und industrielle Experten zwischen Unternehmen und Lebenswelt. Campus-Verlag, Frankfurt/Main / New York 1995, ISBN 3-593-34963-9.
- Mythos „Mitte“. Oder: Die Entsorgung der Klassenfrage. Bertz + Fischer, Berlin 2017, ISBN 978-3-86505-746-4.